# Ligyra monacha
Ligyra monacha är en tvåvingeart som först beskrevs av Johann Christoph Friedrich Klug 1832.  Ligyra monacha ingår i släktet Ligyra och familjen svävflugor. Inga underarter finns listade i Catalogue of Life.